# لوکا گویدتی
لوکا گویدتی (انگلیسی: Luca Guidetti؛ زادهٔ ۶ مهٔ ۱۹۸۶) بازیکن فوتبال است.
از باشگاه‌هایی که در آن بازی کرده‌است می‌توان به باشگاه فوتبال مونتسا اشاره کرد.